# Gilberte Jacob
Pour les articles homonymes, voir Jacob (homonymie).
Gilberte Jacob, née Lévy, né le 25 janvier 1913 dans 16e arrondissement de Paris et morte le 7 octobre 2009 dans le 15e arrondissement de Paris, est une des victimes de la Rafle de la rue Sainte-Catherine du 9 février 1943, et déportée du Camp de Drancy vers Bergen-Belsen. Survivante de la Shoah, elle témoigne au Procès de Klaus Barbie.

## Biographie

### Enfance et famille
Gilberte Valentine Lévy naît le 25 janvier 1913 dans le 16e arrondissement de Paris,, fille de Prosper Lévy, employé de commerce, et d'Alice Franck. Elle épouse Lionel Simon Jacob, le 30 juin 1938 dans le 16e arrondissement de Paris.

### Arrestation
Gilberte Jacob est assistante sociale à l'Union générale des israélites de France (UGIF) à Lyon.
Elle est une des victimes de la Rafle de la rue Sainte-Catherine du 9 février 1943,.

### Déportation
Gilberte Jacob est déportée dans le Convoi no 80, en date du 23 juillet 1944, du Camp de Drancy vers Bergen-Belsen. Sa dernière adresse est au 40 rue Michel Servet à Lyon. Elle a trente ans.

### Témoin au Procès Barbie
Gilberte Jacob survit à la Shoah et témoigne au Procès de Klaus Barbie, le 21 mai 1987, lors de la 9e audience,.

#### Résumé de son témoignage
« 16 h 23 : le président Cerdini ouvre la séance et introduit un nouveau témoin : Gilberte Jacob née Levy. »
« 16 h 25 : le témoin commence son témoignage. Elle travaillait à l'UGIF au moment de la rafle. Elle raconte qu'elle était assise à son bureau au début de l'après-midi, quand trois hommes sont entrés et ont sorti des revolvers. Les hommes en civil appartenaient à la Gestapo. Au cours des heures suivantes, les deux pièces se sont remplies avec environ 80 personnes. Ils ont pris toutes ses possessions. Au début de la soirée, les détenus ont été emmenés de force dans des camions et dans une prison sans nourriture ni eau pendant deux jours, et ensuite embarqués dans un train à bestiaux à destination du camp de Drancy, au nord de Paris. Le témoin décrit avec beaucoup d'émotion les conditions de vie à Drancy. »
« 16 h 56 : le témoin décrit sa déportation de Drancy vers Bergen-Belsen. Les conditions d'hygiène à Bergen-Belden. Le travail forcé dans le camp. L'odeur du four crématoire dans le camp. Le départ de Bergen-Belsen dans le « train des otages », alors que l'armée britannique s'approche du camp. Le train traversant l'Allemagne, et l'éventuelle libération par l'Armée rouge. Le témoin marchant vers l'Ouest (environ deux cents kilomètres) et trouvant une unité de l'armée britannique, qui l'aide à retourner en France ».

### Mort
Gilberte Jacob meurt, à 96 ans le 7 octobre 2009 dans le 15e arrondissement de Paris.